# Sabahjuveltrast
Sabahjuveltrast (Erythropitta ussheri) är en fågel i familjen juveltrastar inom ordningen tättingar.

## Utseende och läte
Sabahjuveltrasten är en mycket färgglad fågel, med mörkblå ovansida och gnistrande scharlakansröd undersida. Huvudet är mörkt, vingtäckarna lysande blå och en glittrande silverfärgad linje sträcker sig från bakom ögat. Granatjuveltrasten är mycket lik men har röd hjässa. Sången består av en ren stigande vissling som avslutas plötsligt.

## Utbredning och systematik
Fågeln är endemisk för låglandet på norra Borneo. Vissa behandlar den som underart till granatjuveltrast (E. granatina).

## Status och hot
Arten har ett stort utbredningsområde, men tros minska i antal, dock inte tillräckligt kraftigt för att den ska betraktas som hotad. Internationella naturvårdsunionen IUCN listar därför arten som livskraftig (LC).

## Namn
Fågelns vetenskapliga artnamn hedrar Herbert Taylor Ussher (1836-1880), brittisk diplomat i Guldkusten 1866-1872 samt dess guvernör 1879-1880.